# Дуратбегов Долац
Дуратбегов Долац је насељено место у Босни и Херцеговини у општини Горњи Вакуф-Ускопље. Административно припада Федерацији Босне и Херцеговине, односно њеном Средњобосанском кантону. Према попису становништва из 2013. у насељу је било 1.027 становника, а већинско становништво у насељу били су Бошњаци.

## Становништво
По последњем службеном попису становништва из 2013. године у насељу Дуратбегов Долац живело је 1.027 становника, а село је било етнички хомогено са већинском бошњачком популацијом.
| Националност | 2013. | 1991.        | 1981.        | 1971.        |
| Бошњаци      | —     | 597 (92,80%) | 484 (93,80%) | 355 (90,42%) |
| Хрвати       | —     | 41 (6,86%)   | 30 (6,19%)   | 33 (9,29%)   |
| Срби         | —     | 0            | 0            | 0            |
| Југословени  | —     | 0            | 0            | 0            |
| остали       | —     | 2 (0,33%)    | 0            | 1 (0,28%)    |
| Укупно       | 1.027 | 597          | 484          | 355          |